# San Francisco de la Paz
San Francisco de la Paz is een gemeente (gemeentecode 1519) in het departement Olancho in Honduras.

## Geschiedenis
Het dorp heette eerst San Francisco Zapote. Het kreeg de huidige naam van de bisschop Francisco de Paula Campoy y Pérez. Het dorp was verdeeld in een noordelijk deel waar ladino's woonden, en een zuidelijk deel waar de inheemse bevolking woonde.
In de zaal van de gemeenteraad is op 21 januari 1930 marmeren plakette geplaatst. Deze herdenkt het einde van een opstand in 1830. Op de plakette staat de tekst: "Veni, vidi, vici — Francisco Morazán 21 januari 1830".

## Ligging
Het dorp ligt in een kleine vallei. Deze wordt in het noorden begrensd door de bergen La Cruz en Cayo Blanco en in het zuiden door de berg El Ocotal.
Dichtbij liggen de volgende bezienswaardigheden:
- Nationaal park Sierra de Agalta
- Grotten van Susmay
- Watervallen van Babilonia

## Bevolking
De bevolking is als volgt verdeeld:
| Vrouwen | 10.027 | 50,3% |
| Mannen  | 9.910  | 49,7% |

## Dorpen
De gemeente bestaat uit dertien dorpen (aldea), waarvan de grootste qua inwoneraantal: San Francisco de la Paz (code 151901) en Guacoca (151908).